# سیارک ۸۰۶۷
سیارک ۸۰۶۷ (به انگلیسی: 8067 Helfenstein، نامگذاری:1980RU) هشت هزار و شصت و هفتمین سیارک کشف شده‌است که در ۷ سپتامبر ۱۹۸۰ کشف شد.
قدر مطلق سیارک برابر ۱۲٫۷۰ است.